# Маккинни, Шарлотта
Шарло́тта Макки́нни (англ.  Charlotte McKinney; 6 августа 1993, Орландо, США) — американская фотомодель и актриса.

## Биография
Родилась 6 августа 1993 года в семье Терри и Сьюзан Маккинни У неё есть старшая сестра по имени Гарланд. В детстве страдала от дислексии, что служило поводом для многочисленных насмешек среди ровесников.
В 2006 году юная Маккинни появилась в одном из эпизодов телесериала «Врачи». В 17 лет Шарлотта бросила учёбу в школе, решив попробовать свои силы в модельном бизнесе. Однако безуспешно. Славу ей принесла социальная сеть Instagram. На красивую девушку с пышными формами стали обращать внимание модельные агентства и глянцевые журналы, Шарлотта попала даже на страницы Esquire. Вскоре Маккинни приняла участие в нескольких рекламных кампаниях модного бренда Guess и заключила контракт с агентством Wilhelmina Models.
В январе 2015 года в Сети появился рекламный ролик Carl’s Jr.'s All Natural Burger, где обнажённая Шарлотта Маккинни сыграла роль поедательницы бургеров. Этот же ролик демонстрировался в рамках очередного Super Bowl.
В феврале того же года Шарлотта приняла участие в новом сезоне шоу «Танцы со звёздами» (США). Партнёром актрисы и модели стал профессиональный танцор Кеокайнтсе Моцепе.
Снялась в фильме Фреда Вульфа «Приключения Джо Грязнули 2», таким образом дебютировав в кино. В 2017 году на мировые экраны вышел фильм Нильса Ардена Оплева «Коматозники», где у Шарлотты тоже есть роль.
Саму себя Шарлотта называет «соблазнительной красоткой с большими сиськами».За внушительные формы Шарлотту часто сравнивают с Кейт Аптон.
Шарлотту связывают романтические отношения с актёром Стивеном Дорффом.

## Фильмография
| Год  |     | Русское название           | Оригинальное название               | Роль             |
| ---- | --- | -------------------------- | ----------------------------------- | ---------------- |
| 2006 | с   | Врачи                      | Doctors (англ.)                     | Дженни Ниббс     |
| 2007 | кор | Дневник Томми Криспа       | The Diary of Tommy Crisp (англ.)    | Кьянти           |
| 2007 | тф  | Пороги                     | Thresholds (англ.)                  | Клэр             |
| 2015 | с   | Доктор Фостер              | Doctor Foster (англ.)               | медсестра        |
| 2015 | ф   | Приключения Джо Грязнули 2 | Joe Dirt 2: Beautiful Loser (англ.) | Мисси            |
| 2015 | с   | Обратная сторона           | Inside Edition (англ.)              | играет саму себя |
| 2016 | ф   | Поздний цветок             | The Late Bloomer (англ.)            | пациентка        |
| 2017 | ф   | Спасатели Малибу           | Baywatch (англ.)                    |                  |
| 2017 | ф   | Коматозники                | Flatliners (англ.)                  |                  |

## Музыкальные клипы
| Год  | Группа, певец, певица | Название песни |
| ---- | --------------------- | -------------- |
| 2015 | Akillezz              | Punching Bag   |